# Аль-Адид Лидиниллах
Абу Мухаммад Абдуллах ибн Юсуф аль-Адид Лидиниллах, известный как аль-Адид Лидиниллах (араб. العاضد لدين الله‎; 1149—1171) — последний халиф Фатимидского халифата, правивший с 1160 по 1171 год. После его смерти в 1171 году Фатимидская империя распалась, а на ее месте образовалось новое мусульманское суннитское государство — Айюбидский султанат, основателем которого был знаменитый Султан Салах ад-Дин Юсуф ибн Айюб аль-Айюби.

## Биография
Аль-Адид был провозглашён халифом в 1160 году после смерти своего малолетнего брата аль-Фаиза. Ключевую роль в этом сыграл вазир Египта ас-Салих Талай ибн Руззик. Египетский хронист Аль-Макризи так описал обстоятельства возведения на престол аль-Адида: 

«Когда умер халиф Фаиз, Салих ибн Руззик отправился во дворец в траурной одежде и призвал смотрителя дворца и опросил его: кто из обитателей дворца пригоден для халифства?.. И тот сказал: при мне сын эмира Йусуфа ибн Хафиза, а имя его Абдаллах, и он несовершеннолетний. И (Салих) сказал: давай его сюда! И вывел тот его к нему в тонкой чалме и набедренной повязке, и он был подобен зверенышу: смуглый, с большими глазами, широкими бровями, маленьким носом, расширенными ноздрями и большими губами. И посадил его Салих на лавку, а ему было от роду около 11 лет. Затем приказал главе хранилища одежд принести зелёную одежду, приличествующую наследнику во время печали о своем предшественнике. И тот пришел и облачил его в одежды, и взялись за приготовления Фаиза, и, когда были вынесены носилки, благословили его и отнесли в гробницу. А Салих взял Абдаллаха за руку и посадил рядом с собой, и приказал принести ему халифскую одежду. И одели его в неё, и принесли ему присягу. Затем присягнул ему народ, и был он назван „Адид ли-диниллах“. И это происходило в пятницу 18 раджаба 555 года»
 (то есть 24 июля 1160 г.).
Влияние династии Фатимидов в это время уже было настолько слабым, что крестоносцы смогли начать вторжение в Египет.
Шевар ибн Муджир, выдвиженец эмира Сирии Нур ад-Дина Махмуда, добился для себя должности визиря при дворе аль-Адида (1163—1169) и стал фактическим правителем государства. Благодаря хрупкому равновесию в отношениях с крестоносцами и Зенгидами Шевару удавалось удерживать страну от хаоса. Фактически безопасность Египта была обеспечена тем, что Нур ад-Дин при необходимости мог предоставить Шевару сирийские войска во главе с Ширкухом для борьбы с возможным вторжением крестоносцев.
Примечательно, что в 1167 году альянс рухнул из-за договора между халифом и Иерусалимским королевством, направленным против Зенгидов. Послы крестоносцев, госпитальер Гуго Гренье и тамплиер Жоффруа Фульке, прибыли во дворец халифа в Каир, обстоятельства этого визита описал Вильгельм Тирский, состоявший в свите послов.
Однако, в конце концов Ширкух убил Шевара и занял его место в 1169 году, а после смерти Ширкуха, его племянник Салах ад-Дин стал визирем Египта. 
Когда аль-Адид умер при невыясненных обстоятельствах в 1171 году, Салах ад-Дин не стал возводить на престол никого из его наследников, а стал править самостоятельно с титулом малик, основав династию Айюбидов (1171—1260).